# Nigroplia setosa
Nigroplia setosa är en skalbaggsart som beskrevs av Dombrow 2002. Nigroplia setosa ingår i släktet Nigroplia och familjen Melolonthidae. Inga underarter finns listade i Catalogue of Life.